# Listă de filme idol: T
Aceasta este o listă de filme idol în ordine alfabetică. Vedeți Listă de filme idol pentru lista principală.
| Film | An   | Regizor                                                       | Surse                       |
| --- | ---- | ------------------------------------------------------------- | --------------------------- |
| Tajemství hradu v Karpatech (The Mysterious Castle in the Carpathians)                                             | 1981 | Oldřich Lipský                                                | [ 1 ]                       |
| Taffin | 1988 | Francis Megahy                                                | [ 2 ]                       |
| Take the Money and Run                                                                                             | 1969 | Woody Allen                                                   | [ 3 ]                       |
| The Tall T | 1957 | Budd Boetticher                                               | [ 4 ]                       |
| Tampopo | 1985 | Juzo Itami                                                    | [ 5 ]                       |
| Tank Girl | 1995 | Rachel Talalay                                                | [ 6 ]                       |
| A Tanú (The Witness)                                                                                               | 1969 | Péter Bacsó                                                   | [ 7 ] [ 8 ]                 |
| Tapeheads (also known as Corrupt and The Order of Death)                                                           | 1988 | Bill Fishman                                                  | [ 9 ]                       |
| Targets | 1968 | Peter Bogdanovich                                             | [ 4 ]                       |
| Tarzan and His Mate                                                                                                | 1934 | Cedric Gibbons                                                | [ 4 ]                       |
| Tarzoon, la Honte de la Jungle (Tarzoon: Shame of the Jungle)                                                      | 1975 | Picha                                                         | [ 10 ] [ 11 ]               |
| Taxi zum Klo | 1981 | Frank Ripploh                                                 | [ 12 ] [ 13 ]               |
| Team America: World Police                                                                                         | 2004 | Trey Parker                                                   | [ 14 ] [ 15 ]               |
| Teen Witch | 1989 | Dorian Walker                                                 | [ 16 ]                      |
| Tenacious D in: The Pick of Destiny                                                                                | 2006 | Liam Lynch                                                    | [ 17 ]                      |
| The Terror of Tiny Town                                                                                            | 1938 | Sam Newfield                                                  | [ 18 ]                      |
| Terrore Nello Spazio (Planet of the Vampires)                                                                      | 1965 | Mario Bava                                                    | [ 19 ] [ 20 ] [ 21 ] [ 22 ] |
| Tetsuo: The Iron Man                                                                                               | 1989 | Shinya Tsukamoto                                              | [ 23 ]                      |
| The Texas Chain Saw Massacre                                                                                       | 1974 | Tobe Hooper                                                   | [ 4 ] [ 24 ]                |
| Texas Killing Fields (also known as The Fields)                                                                    | 2011 | Ami Canaan Mann                                               | [ 25 ]                      |
| ThanksKilling | 2008 | Jordan Downey                                                 | [ 26 ]                      |
| That Hamilton Woman                                                                                                | 1941 | Alexander Korda                                               | [ 27 ]                      |
| Thelma & Louise | 1991 | Ridley Scott                                                  | [ 28 ] [ 29 ]               |
| Them! | 1954 | Gordon Douglas                                                | [ 30 ]                      |
| Themroc | 1973 | Claude Faraldo                                                | [ 31 ] [ 32 ]               |
| Theo en Thea en de Ontmaskering van Het Tenenkaasimperium (Theo and Thea and the Exposure of the Toe Jam Imperium) | 1989 | Pieter Kramer                                                 | [ 33 ]                      |
| They Live | 1988 | John Carpenter                                                | [ 34 ]                      |
| They Live by Night                                                                                                 | 1947 | Nicholas Ray                                                  | [ 35 ]                      |
| They Saved Hitler's Brain                                                                                          | 1963 | David Bradley                                                 | [ 36 ]                      |
| The Thief and the Cobbler                                                                                          | 1993 | Richard Williams                                              | [ 37 ]                      |
| The Thief of Bagdad                                                                                                | 1940 | Alexander Korda, Michael Powell, Ludwig Berger and Tim Whelan | [ 27 ]                      |
| The Thing | 1982 | John Carpenter                                                | [ 38 ]                      |
| The Thing from Another World                                                                                       | 1951 | Christian Nyby                                                | [ 27 ] [ 39 ]               |
| The Thing With Two Heads                                                                                           | 1972 | Lee Frost                                                     | [ 40 ]                      |
| Things | 1989 | Andrew Jordan                                                 | [ 41 ]                      |
| The Third Man | 1949 | Carol Reed                                                    | [ 42 ] [ 43 ]               |
| This is Spinal Tap                                                                                                 | 1984 | Rob Reiner                                                    | [ 44 ] [ 45 ]               |
| This Island Earth                                                                                                  | 1955 | Joseph M. Newman and Jack Arnold                              | [ 46 ]                      |
| Thriller – En Grym Film (Thriller – A Cruel Picture, also known as They Call Her One Eye and Hooker's Revenge)     | 1973 | Bo Arne Vibenius                                              | [ 47 ]                      |
| Thundercrack! | 1975 | Curt McDowell                                                 | [ 48 ] [ 49 ]               |
| Thunder Road | 1958 | Arthur Ripley                                                 | [ 50 ]                      |
| THX 1138 | 1971 | George Lucas                                                  | [ 51 ]                      |
| Tian Can Di Que (The Crippled Masters)                                                                             | 1979 | Joe Law                                                       | [ 52 ] [ 53 ]               |
| Tiān Xià Dì Yī Quán (also known as Five Fingers of Death and King Boxer)                                           | 1972 | Jeong Chang-hwa                                               | [ 54 ]                      |
| Time Bandits | 1981 | Terry Gilliam                                                 | [ 55 ]                      |
| Times Square | 1980 | Allan Moyle                                                   | [ 56 ]                      |
| The Tingler | 1959 | William Castle                                                | [ 57 ]                      |
| Titicut Follies | 1967 | Frederick Wiseman                                             | [ 58 ]                      |
| To Be or Not to Be                                                                                                 | 1942 | Ernst Lubitsch                                                | [ 59 ]                      |
| To the Devil a Daughter                                                                                            | 1976 | Peter Sykes                                                   | [ 60 ]                      |
| Tōkyō Nagaremono (Tokyo Drifter)                                                                                   | 1966 | Seijun Suzuki                                                 | [ 61 ]                      |
| Tōkyō Zankoku Keisatsu (Tokyo Gore Police)                                                                         | 2008 | Yoshihiro Nishimura                                           | [ 62 ]                      |
| Tommy | 1975 | Ken Russell                                                   | [ 63 ] [ 64 ]               |
| Tommy Boy | 1995 | Peter Segal                                                   | [ 65 ]                      |
| Tonari no Totoro (My Neighbor Totoro)                                                                              | 1988 | Hayao Miyazaki                                                | [ 66 ]                      |
| Les Tontons Flingueurs (Crooks in Clover, also known as Monsieur Gangster)                                         | 1963 | Georges Lautner                                               | [ 67 ]                      |
| Top Hat | 1935 | Mark Sandrich                                                 | [ 4 ]                       |
| Top Secret! | 1984 | Jim Abrahams, David Zucker and Jerry Zucker                   | [ 68 ]                      |
| Top Sensation (The Seducers)                                                                                       | 1969 | Ottavio Alessi                                                | [ 69 ]                      |
| El Topo | 1970 | Alejandro Jodorowsky                                          | [ 4 ] [ 70 ]                |
| Totally Fucked Up                                                                                                  | 1993 | Gregg Araki                                                   | [ 71 ]                      |
| Ein Toter hing im Netz (Horror of Spider Island)                                                                   | 1960 | Fritz Böttger                                                 | [ 72 ]                      |
| Touch of Evil | 1958 | Orson Welles                                                  | [ 27 ]                      |
| Touch of Zen | 1971 | King Hu                                                       | [ 73 ] [ 74 ]               |
| Tough Guys Don't Dance                                                                                             | 1987 | Norman Mailer                                                 | [ 75 ] [ 76 ]               |
| The Toxic Avenger                                                                                                  | 1984 | Michael Herz, Lloyd Kaufman                                   | [ 34 ]                      |
| Toys | 1992 | Barry Levinson                                                | [ 77 ]                      |
| Trailer Park Boys: The Movie                                                                                       | 2006 | Mike Clattenburg                                              | [ 78 ]                      |
| Trainspotting | 1996 | Danny Boyle                                                   | [ 79 ]                      |
| Trancers | 1985 | Charles Band                                                  | [ 80 ]                      |
| Trancers II | 1991 | Charles Band                                                  | [ 80 ]                      |
| Trancers III | 1992 | C. Courtney Joyner                                            | [ 80 ]                      |
| Trancers 4: Jack of Swords                                                                                         | 1994 | David Nutter                                                  | [ 80 ]                      |
| Trancers 5: Sudden Deth                                                                                            | 1994 | David Nutter                                                  | [ 80 ]                      |
| Trancers 6 | 2002 | Jay Woelfel                                                   | [ 80 ]                      |
| The Transformers: The Movie                                                                                        | 1986 | Nelson Shin                                                   | [ 81 ]                      |
| Trash Humpers | 2009 | Harmony Korine                                                | [ 82 ]                      |
| La Traversée de Paris                                                                                              | 1956 | Claude Autant-Lara                                            | [ 83 ] [ 84 ]               |
| Travolti da un Insolito Destino Nell'azzurro Mare d'Agosto (Swept Away)                                            | 1974 | Lina Wertmüller                                               | [ 85 ]                      |
| Treasure Planet | 2002 | Ron Clements and John Musker                                  |                             |
| Tremors | 1990 | Ron Underwood                                                 | [ 86 ]                      |
| Trick 'r Treat | 2007 | Michael Dougherty                                             | [ 87 ] [ 88 ]               |
| Trilogy of Terror                                                                                                  | 1975 | Dan Curtis                                                    | [ 89 ] [ 90 ]               |
| The Trip | 1967 | Roger Corman                                                  | [ 91 ]                      |
| Les Triplettes de Belleville (The Triplets of Belleville, also known as Belleville Rendez-vous)                    | 2003 | Sylvain Chomet                                                | [ 92 ]                      |
| Troll 2 | 1990 | Claudio Fragasso                                              | [ 93 ]                      |
| Trolljegeren (Trollhunter)                                                                                         | 2010 | André Øvredal                                                 | [ 94 ]                      |
| Tromeo and Juliet                                                                                                  | 1996 | Lloyd Kaufman                                                 | [ 95 ]                      |
| Tron | 1982 | Steven Lisberger                                              | [ 51 ]                      |
| True Romance | 1993 | Tony Scott                                                    | [ 96 ]                      |
| Trust | 1990 | Hal Hartley                                                   | [ 97 ]                      |
| Tucker & Dale vs. Evil                                                                                             | 2010 | Eli Craig                                                     | [ 98 ]                      |
| The Tune | 1992 | Bill Plympton                                                 | [ 99 ]                      |
| Turkey Shoot | 1982 | Brian Trenchard-Smith                                         | [ 100 ]                     |
| Turks Fruit (Turkish Delight)                                                                                      | 1973 | Paul Verhoeven                                                | [ 101 ] [ 102 ]             |
| Twisted Nerve | 1968 | Roy Boulting                                                  | [ 103 ]                     |
| Two for the Road                                                                                                   | 1967 | Stanley Donen                                                 | [ 4 ]                       |
| Two-Lane Blacktop                                                                                                  | 1971 | Monte Hellman                                                 | [ 4 ]                       |
| Two Thousand Maniacs!                                                                                              | 1964 | Herschell Gordon Lewis                                        | [ 104 ]                     |